# Матвієнко Наталія Миколаївна
Матвіє́нко Ната́лія Микола́ївна (6 вересня 1974 року) — український економіко-географ, кандидат географічних наук, доцент кафедри країнознавства та туризму Київського національного університету імені Тараса Шевченка.

## Біографія
Народилась 6 вересня 1974 року в селі Райгород Немирівського району Вінницької області. Закінчила у 1996 році географічний факультет Київського університету.
У Київському університеті працює з 1999 року на посаді спеціаліста навчальної лабораторії геоінформації та туризму (1999—2006), її завдувачем (2006—2010), з 2002 року асистентом (за сумісництвом), з 2010 асистентом, з 2012 року — доцентом кафедри країнознавства та туризму географічного факультету Київського національного університету імені Тараса Шевченка.
Кандидатська дисертація «Методологія індикативного планування регіонального розвитку сільського адміністративного району» захищена у 2003 році.
Читає курси: «Географія послуг з основами страхування в туризмі», «Глобальне та регіональне середовище туристичної діяльності», «Проблеми управління регіональним розвитком», «Управління проектами в туризмі», «Географія міжнародного ринку праці».

## Наукові праці
Сфера наукових досліджень: регіональне планування, менеджмент туристичних територій.
Автор понад 30 наукових праць. Основні праці:
1. Розвиток поглядів на суть регіонального планування сільських адміністративних районів. — К., 1999.
2. Туристичне країнознавство: країни лідери туризму. — К., 2008.